# Bálint Galántai
Bálint Galántai (ur. 14 lutego 1932 w Varach) – węgierski zapaśnik walczący w stylu wolnym. Olimpijczyk z Melbourne 1956, gdzie zajął jedenaste miejsce w kategorii do 62 kg.
Wicemistrz Węgier w 1954 i 1956; trzeci w 1953 i 1955, w stylu wolnym.

## Letnie Igrzyska Olimpijskie 1956
| Konkurencja      | Rundy eliminacyjne     | Rundy eliminacyjne     | Klas. końcowa |
| Konkurencja      | Przeciwnik I           | Przeciwnik II          | Miejsce       |
| ---------------- | ---------------------- | ---------------------- | ------------- |
| 62 kg styl wolny | Myron Roderick (USA) P | Abe Geldenhuys (ZPA) P | 11.           |